# Konrad Keßler
Konrad Keßler (auch Konrad Kessler; * 17. Juli 1851 in Kassel; † 2. November 1905) war ein deutscher Orientalist und Semitist.

## Leben
Konrad Keßler war ein Sohn des Kasseler Lehrers Hermann Friedrich Kessler und dessen Ehefrau Elise, geborene Viehmann. Er besuchte die Hessische Stipendiatenanstalt. Im Sommersemester 1874 war er zweiter, vom 1. Juli bis zum 1. Oktober 1877 erster Repetent. Seit dem Wintersemester 1874 Bibliotheksgehilfe, habilitierte er sich am 10. Juni 1875 in Marburg für orientalische Sprachen einschließlich Hebräisch. Im Juli 1875 wurde er in Marburg zum Dr. phil. promoviert. Er war seit August 1876 Licentiat der Evangelischen Theologie, ab Wintersemester 1876 auch in der Theologischen Fakultät habilitiert für Altes Testament. 1879 wurde er Corpsschleifenträger der Guestphalia Marburg. Am 1. Oktober 1885 zum a.o. Professor ernannt, wurde er am nächsten Tag als Vertreter von Wilhelm Ahlwardt an die Königliche Universität zu Greifswald beurlaubt. Am 26. Juni 1888 ernannte sie ihn zum a.o. Professor der semitischen Sprachen. Keßler starb mit 54 Jahren.

## Schriften
- mit Hermann Friedrich Kessler: Professor Dr. Hermann Friedrich Kessler. Lebensbild eines Naturforschers und Lehrers. In: Abhandlungen und Bericht XXXXII des Vereins für Naturkunde zu Kassel über das 61. Vereinsjahr 1896-97. Cassel 1897, S. 77–95 (Digitalisat)